# Urs Dietschi (Politiker, 1954)
Urs Dietschi (* 11. Februar 1954 in Dietlikon; heimatberechtigt in Lostorf) ist ein Schweizer Politiker (Grüne) und ehemaliger Schweizer Radrennfahrer.

## Leben
Urs Dietschi ist Informatiker. Er lebt in Tagelswangen in der Gemeinde Lindau.

## Politik
Urs Dietschi konnte im August 2014 für die zurückgetretene Esther Hildebrand in den Kantonsrat des Kantons Zürich nachrücken, wo er bis 2015 der Kommission für Energie, Verkehr und Umwelt angehörte. Bei den Wahlen 2015 verpasste Dietschi die Wiederwahl. Er wurde bei den Wahlen 2019 erneut in den Kantonsrat gewählt und ist seit 2019 Mitglied der Kommission für Staat und Gemeinden.
Urs Dietschi ist Vorstandsmitglied der Grünen Bezirk Pfäffikon. Seit 2009 ist er Vorstandsmitglied der Rettungstaucher Zürich, einer Sektion der Schweizerischen Lebensrettungs-Gesellschaft SLRG und seit 2019 ist er Vizepräsident des Vereins FAIR in AIR, des vormaligen Bürgerprotest Fluglärm Ost. Von 2004 bis 2020 war Urs Dietschi Vorstandsmitglied des Dachverbands Fluglärmschutz DVFS.

## Sportliche Laufbahn
Dietschi war im Strassenradsport und im Bahnradsport aktiv. 1975 siegte er in der Ägypten-Rundfahrt vor seinem Landsmann Bruno Keller. 1976 konnte er erneut die Gesamteinzelwertung vor Erol Küçükbakırcı gewinnen, wobei er drei Etappensiege verbuchen konnte.
Dietschi war 1975 mit dem VMC Hirslanden (Urs Dietschi, Hubert Kleeb, Hans Grob, Roland Voser) und 1977 mit dem RV Hochdorf (Urs Dietschi, Hubert Kleeb, Hans Grob, Ernst Nyffeler) Schweizermeister im 100 km Mannschaftsfahren. 1974 und 1976 in der gleichen Disziplin Silbermedaillengewinner.
Bei den nationalen Meisterschaften im Bahnradsport gewann er 1975 die Bronzemedaille im Punktefahren, 1977 wurde er Dritter im Steherrennen, 1978 wieder Dritter im Punktefahren, und 1979 holte er Silber hinter Hans Känel im Punktefahren.
Bei der 4-km-Bahnmannschaftsverfolgung belegte Dietschi 1972 mit VC Brüttisellen, 1975 mit dem VMC Hirslanden die Bronzemedaille und 1980 mit dem VC Gippingn die Silbermedaille.
Insgesamt gewann Dietschi 13 Meisterschaftsmedaillen (2 Gold, 2 Silber, 9 Bronze).